# Gara Sărmășag
Gara Sărmășag este o gară care deservește comuna Sărmășag, județul Sălaj, România. Gara este tranzitată zilnic de 18 trenuri operate de CFR Călători și Interregional Călători.